# Yonny Nay
Yonny Nay Aráuz (Cobija, 22 de abril de 1975) es un exfutbolista y entrenador boliviano. Se desempeñaba como defensa.

## Selección nacional
Su debut con la selección boliviana fue en un partido amistoso contra Senegal el 27 de marzo de 2002, siendo convocado por el entrenador Erwin Sánchez. Su segundo partido fue ante México el 19 de marzo de 2003.

## Clubes

### Como jugador
| Club              | País    | Año         |
| ----------------- | ------- | ----------- |
| Aurora            | Bolivia | 1995 - 2001 |
| Jorge Wilstermann | Bolivia | 2002        |
| Aurora            | Bolivia | 2003        |
| The Strongest     | Bolivia | 2004        |
| Jorge Wilstermann | Bolivia | 2005 - 2006 |
| Real Mamoré       | Bolivia | 2007 - 2008 |

### Como entrenador
| Club                      | País    | Año  |
| ------------------------- | ------- | ---- |
| Selección de Pando Sub-18 | Bolivia | 2009 |
| Vaca Díez                 | Bolivia | 2011 |
| Selección de Pando Sub-18 | Bolivia | 2015 |
| Deportivo Gatty Ribeiro   | Bolivia | 2018 |
| Vaca Díez                 | Bolivia | 2019 |
| Vaca Díez                 | Bolivia | 2024 |

## Palmarés

### Como entrenador
| Título            | Club      | País    | Año  |
| ----------------- | --------- | ------- | ---- |
| Primera "A" (APF) | Vaca Díez | Bolivia | 2019 |